# Шипенко, Клим Алексеевич
Клим Алексе́евич Шипе́нко (род. 16 июня 1983, Москва, СССР) — российский кинорежиссёр, сценарист, продюсер и актёр. Лауреат Государственной премии Российской Федерации (2023). Двукратный лауреат премии «Золотой орёл» в категории «Лучший игровой фильм» (за «Салют-7» в 2018 году и за «Текст» в 2020 году). Режиссёр одного из самых кассовых в России и СНГ (более 3 млрд руб. кассовых сборов) российского фильма «Холоп».
В 2021 году стал участником космического полёта в рамках научно-просветительского проекта «Вызов».
Стал самым кассовым российским режиссёром в 2024 году — его фильм «Холоп 2» собрал в прокате 3,8 млрд рублей.

## Биография
Родился 16 июня 1983 года в Москве. Отец — актёр, режиссёр, драматург Алексей Шипенко.
В 16 лет переехал в Лос-Анджелес. В 2002 году поступил в Калифорнийский университет в Нортридже (факультет кинопроизводства). Работал практикантом на съёмках фильма Нэнси Мейерс «Любовь по правилам и без». Дипломный фильм снимал как оператор. Учился в актёрской студии Sal Dano Professional Actors Workshop.
В 2004 году вернулся в Москву. Недолгое время работал на «Первом канале», был режиссёром программы об автомобилях «Подорожник».
В конце мая 2021 года вместе с актрисой Юлией Пересильд приступил к тренировкам в Центре подготовки космонавтов имени Ю. А. Гагарина для съёмок в реальном космосе фильма «Вызов». 5 октября 2021 года в 11:55 по московскому времени режиссёр и актриса на корабле «Союз МС-19» (командир корабля — лётчик-космонавт Антон Шкаплеров) стартовали с космодрома Байконур и в 15:22 пристыковались к МКС. В космосе участники космического полёта провели почти 12 дней, возвращение с МКС на Землю было осуществлено 17 октября 2021 года на спускаемой капсуле корабля «Союз МС-18» (командир корабля — лётчик-космонавт Олег Новицкий).
С 2022 года снимает рекламные ролики специальных тиражей лотереи «Мечталлион» и банка ВТБ, включая запущенную в 2024 году кампанию «ВТБ — это классика».

## Личная жизнь
Первая жена — актриса Ксения Буравская (род. 1977), сын Дилан (род. 2008).
Вторая жена — актриса и кинорежиссёр Софья Карпунина (род. 1985), дочь Клементина (род. 2014) и сын Павел (род. 11.06.2020).

## Фильмография
| Год  |     | Название                              | Роль                                                        |
| ---- | --- | ------------------------------------- | ----------------------------------------------------------- |
| 2006 | кор | Ночной экспресс                       | режиссёр, продюсер, сценарист                               |
| 2006 | кор | Белая ночь                            | режиссёр, продюсер, сценарист                               |
| 2009 | ф   | Непрощённые                           | режиссёр, сценарист                                         |
| 2009 | кор | Под фонарями                          | режиссёр                                                    |
| 2010 | ф   | Кто я?                                | режиссёр, сценарист                                         |
| 2012 | ф   | Всё просто                            | сценарист, креативный продюсер, актёр (Боря)                |
| 2014 | ф   | Любит не любит                        | режиссёр, продюсер, сценарист                               |
| 2014 | ф   | Как поднять миллион. Исповедь Z@drota | режиссёр, сценарист                                         |
| 2017 | ф   | Салют-7                               | режиссёр, сценарист, актёр (американский астронавт)         |
| 2019 | ф   | Текст                                 | режиссёр                                                    |
| 2019 | ф   | Холоп                                 | режиссёр                                                    |
| 2020 | ф   | Война семей                           | продюсер                                                    |
| 2022 | ф   | Вещий Олег                            | режиссёр                                                    |
| 2021 | ф   | БУМЕРанг                              | актёр (управляющий)                                         |
| 2022 | с   | Ева, рожай!                           | режиссёр пилотного выпуска                                  |
| 2023 | ф   | Вызов                                 | режиссёр, сценарист, оператор, участник космического полёта |
| 2023 | ф   | Холоп 2                               | режиссёр                                                    |
| 2024 | с   | Как Деревянко Ломоносова играл        | режиссёр                                                    |
| 2025 | ф   | Декабрь                               | режиссёр, сценарист                                         |

## Награды и номинации
- 2018 — Премия «Золотой орёл» за лучший игровой фильм (фильм «Салют-7»)
- 2018 — номинация на премию Ассоциации продюсеров кино и телевидения за «Лучший полнометражный фильм» (фильм «Салют-7»)[18]
- 2018 — номинация на премию «Ника» за лучший игровой фильм (фильм «Салют-7»)
- 2018 — Гран-при XI кинофестиваля «Золотой Феникс» (фильм «Салют-7»)[19]
- 2019 — Премия «Событие года» журнала «Кинорепортёр»: главный приз «Проект года» за лучший фильм (фильм «Текст»)[20]
- 2020 — Премия «Золотой орёл» за лучший игровой фильм (фильм «Текст»)
- 2020 — номинация на премию Ассоциации продюсеров кино и телевидения за «Лучший полнометражный фильм» (фильм «Холоп»)
- 2020 — Премия Ассоциации продюсеров кино и телевидения за «Лучший полнометражный фильм» (фильм «Текст»)[21]
- 2023 — Государственная премия Российской Федерации в области литературы и искусства 2022 года (9 июня 2023 года) — за создание художественного фильма «Вызов»[22].